# Rubin Peak
Der Rubin Peak ist ein über 1100 m hoher Berg in der antarktischen Ross Dependency. In den Churchill Mountains ragt er 18 km nördlich des Russell Bluff im Zentrum der Carnegie Range auf. 
Das Advisory Committee on Antarctic Names benannte ihn 2003 nach der US-amerikanischen Astronomin Vera Rubin (1928–2016), deren Arbeiten 1978 bestätigten, dass das Universum überwiegend aus Dunkler Materie besteht.